# Kerberosaurus
Kerberosaurus (Kerberos-hagedis) was een  geslacht van plantenetende euornithopode dinosauriërs dat tijdens in het Laat-Krijt leefde in het gebied van het huidige Siberië.

## Vondst en naamgeving
In 1984 werd nabij Blagovesjtsjensk, in het wegdek van de straatweg van Nagornaia, door de Russische onderzoeker Joeri Bolotski een grote vindplaats ontdekt van dinosauriërresten. De meeste botten waren afkomstig van de lambeosaurine hadrosauride Amurosaurus, maar er zaten ook overblijfselen tussen van schildpadden, krokodilachtigen, theropoden, nodosauriden en een nieuw lid van de Hadrosaurinae. Schedelresten van deze hadrosaurine hadrosauride waren onderscheidend genoeg om  een nieuw geslacht te benoemen..
In 2004 benoemden en beschreven Bolotski en Pasacal Godefroit de typesoort Kerberosaurus manakini. De geslachtsnaam verwijst naar de mythische hellehond Kerberos. De beschrijvers vermeldden het feit dat dit wezen een drakestaart had en slangen op zijn rug. De soortaanduiding eert kolonel M.M. Manakin die in het begin van de twintigste eeuw in het gebied de eerste paleontologische opgravingen uitvoerde.
Het holotype, AENM 1/319, is gevonden in een laag van de Tsagajanformatie die dateert uit het late Maastrichtien. Het bestaat uit het achterdeel van een schedel. Verder is nog een aantal beenderen voorlopig toegewezen. Het betreft de specimina AENM 1/321: de versmolten exoccipitalia en opisthotica; AENM 30, AENM 31, AENM 32, AENM 222: voorhoofdbeenderen; AENM 243, AENM 320: prefrontalia; AENM 200: een jukbeen), AENM 318, AENM 324: neusbeenderen; AENM 36: een squamosum; AENM 38: een quadratum; en AENM 322, AENM 323: bovenkaaksbeenderen.
Het is mogelijk dat de van veel ruimere resten bekende Kundurosaurus uit dezelfde lagen, een jonger synoniem is van Kerberosaurus.

## Beschrijving
Kundurosaurus is een middelgrote hadrosauride.
In 2004 werden enkele onderscheidende kenmerken vastgesteld. Op de zijkant van de hersenpan is de tak van het proöticum richting basisfenoïde diep uitgehold door een zakvormige verdieping. Op de buitenste zijkant van het laterosfenoïde is de groeve voor de ramus ophthalmicus van de nervus trigeminus, de vijfde hersenzenuw, speciaal verbreed. De openingen in het postoticum zijn aan de voorzijde niet begrensd door een richel. Het voorhoofdsbeen is overdwars bijzonder smal. De voorrand van het wandbeen ligt verdiept. De uitholling rond het neusgat wordt aan de bovenste achterhoek begrensd door een welgevormde, brede en afgeplatte richel die rond de benige neusopening loopt. Het bovenkaaksbeen heeft een zeer uitstekende haakvormige tak richting het verhemeltebeen.

## Fylogenie
Kundurosaurus werd in 2004 in de Hadrosaurinae geplaatst als zustersoort van een klade die Saurolophus en Prosaurolophus omvat. De verwantschap werd verklaard door een emigreren van de Amerikaanse vormen uit Azië, tijdens het Campanien, waarna een volgende migratie treug naar Azië Saurolophus angustirostris zou hebben opgeleverd. Latere analyses plaatsen hem vaak nog basaler in de Hadrosaurinae of Saurolophinae, soms als zustersoort van Kundurosaurus, wat de mogelijkheid bevestigt dat beide soorten identiek zijn.